# Censori (República de Venecia)
Los censori eran una magistratura judicial en la República de Venecia. Originalmente, su función principal era combatir el fraude electoral, pero con el tiempo sus responsabilidades se ampliaron para abarcar otras áreas de supervisión y control dentro del gobierno veneciano.

## Historia y rol
El fraude electoral era un problema conocido en la República de Venecia, y la primera ley destinada a combatirlo data de 1303.La aplicación de esta legislación y la investigación sobre la integridad de las elecciones eran responsabilidades compartidas entre varias instituciones, como el Consejo de los Diez, los Avogadori de Comùn y el Consejo Menor. Con el tiempo, también se sumaron los auditori vecchi y los auditori novi a esta tarea de supervisión.
Los censori se establecieron como una magistratura independiente en 1517, compuesta por dos patricios elegidos por el Gran Consejo de Venecia para servir durante un año.Inicialmente, su función se limitaba a investigar denuncias de fraude electoral, incluidas las denuncias secretas, siempre que contaran con al menos dos testigos. Si ambos censori coincidían en sus decisiones, sus sentencias podían aplicarse sin intervención de otras magistraturas.Los primeros censori mostraron un gran celo en su labor, afectando especialmente a los patricios más influyentes. Como resultado, la magistratura fue disuelta en 1521, transfiriendo sus funciones a los Avogadori de Comùn. Sin embargo, tras un aumento en las acusaciones de fraude, los censori fueron reinstaurados solo tres años después, con mayores poderes: ahora podían investigar y procesar sin necesidad de denuncias previas.
En los siglos posteriores, los censori asumieron nuevas funciones judiciales. Se les encargó regular los salarios de los sirvientes domésticos, juzgar delitos relacionados con las apuestas y resolver disputas entre gondoleros. En 1762, su jurisdicción se amplió para incluir la supervisión de la producción de vidrio, espejos y perlas, productos clave de la industria veneciana. Al año siguiente, en 1763, se añadió un tercer miembro a la magistratura, el Inquisitore, quien era elegido por el Senado veneciano para colaborar con los censori en sus tareas.

## Lectura adicional
- Finlay, Robert (1980). Politics in Renaissance Venice. New Brunswick, N.J.: Rutgers University Press.